# Blumenberg (Köln)
Blumenberg ist ein Stadtteil im linksrheinischen Norden von Köln im Stadtbezirk Chorweiler.

## Lage
Blumenberg grenzt im Norden an Worringen und im Osten an Fühlingen. Südlich von Blumenberg befindet sich Chorweiler. Im Westen Blumenbergs sind Felder, die wiederum an eine Waldfläche im Süden von Roggendorf/Thenhoven grenzen, die von der Eisenbahnlinie Köln-Neuss-Krefeld durchquert wird. Noch weiter westlich liegt das Wasserwerk Weiler. Blumenberg ist etwa 12 km Luftlinie vom Kölner Zentrum entfernt, das Naturschutzgebiet des Worringer Bruchs und der Fühlinger See liegen in der Nähe.

## Geschichte
Bereits in vorgeschichtlicher Zeit scheint sich eine Siedlung an der Niederterrasse des Rheins befunden zu haben, wie Bodenuntersuchungen des Rheinischen Amtes für Bodendenkmalpflege belegten. Zwei Ausgrabungen in den Jahren 1988/89 und 1990/91 führten zu Spuren früher Besiedelungen auf dem heutigen Stadtteilgebiet aus der Zeit um 3500 bis 4000 vor Christus. Man fand Überreste von elf mehrmals bebauten Hofsiedlungen mit Pfahlbauten aus der Zeit um 1000 vor Christus.
Im Mittelalter fand die Schlacht von Worringen am 5. Juni 1288 in der Fühlinger Heide statt. Ein Teil davon ist das Gebiet des heutigen Blumenbergs. Für Blumenberg (Bloemberg bzw. Blutberg, s. u.) sind allerdings keine Funde mit Bezug zur Schlacht belegt. Das Gebiet gehörte bis 1922 zur Bürgermeisterei Worringen und wurde unter Oberbürgermeister Konrad Adenauer nach Köln eingemeindet. Im Blick hatte man dabei eine Ausdehnung der Stadt nach Norden.
Nach den Zerstörungen des Zweiten Weltkriegs in der Kölner Innenstadt begannen die Planungen zum Bau der „Neuen Stadt“ im Norden Kölns, aus denen schließlich einige Stadtteile des heutigen Stadtbezirks Chorweiler hervorgingen. Blumenberg war seit 1963 als Stadtteil geplant und sollte nach der Fertigstellung Wohnraum für 5000 Einwohner bieten. Der Bau begann jedoch erst 1986. Der S-Bahn-Anschluss wurde 1997 fertiggestellt.
Der Name Blumenberg für den Stadtteil wurde am 7. Oktober 1963 vom Stadtrat beschlossen und geht wie der schon länger existierende Blumenbergsweg vermutlich auf den ehemaligen Bloemberger Hof zurück, der sich seit 1602 auf dem Gebiet nachweisen lässt. Der Name dieses Hofes lässt sich als Euphemismus für den „Blutberg“ auffassen, der wahrscheinlich Ort des Worringer Blutgerichts war. Ein nahegelegener Feldweg am südlichen Rand des Worringer Bruchs parallel zum Blumenbergsweg heißt Am Blutberg.

## Bevölkerungsstatistik
Struktur der Bevölkerung von Köln-Blumenberg (2021):
- Durchschnittsalter der Bevölkerung: 40,8 Jahre (Kölner Durchschnitt: 41,4 Jahre)
- Ausländeranteil: 19,9 % (Kölner Durchschnitt: 19,3 %)
- Arbeitslosenquote: 6,7 % (Kölner Durchschnitt: 8,6 %)

| Bevölkerungsentwicklung seit 1990 | Bevölkerungsentwicklung seit 1990 | Bevölkerungsentwicklung seit 1990 | Bevölkerungsentwicklung seit 1990 | Bevölkerungsentwicklung seit 1990 | Bevölkerungsentwicklung seit 1990 | Bevölkerungsentwicklung seit 1990 | Bevölkerungsentwicklung seit 1990 | Bevölkerungsentwicklung seit 1990 |
| 1990                              | 1995                              | 2000                              | 2005                              | 2008                              | 2010                              | 2015                              | 2016                              | 2017                              |
| --------------------------------- | --------------------------------- | --------------------------------- | --------------------------------- | --------------------------------- | --------------------------------- | --------------------------------- | --------------------------------- | --------------------------------- |
| 462                               | 2.076                             | 4.996                             | 5.869                             | 5.966                             | 5.836                             | 5.650                             | 5.658                             | 5.511                             |
| (Stand jeweils am 31. Dezember)   |                                   |                                   |                                   |                                   |                                   |                                   |                                   |                                   |

Viele junge Familien entschlossen sich in der Aufbauphase Blumenbergs, nicht nur wegen der damals günstigen Haus- und Grundstückspreise, in diese relativ naturnahe Wohnlage zu ziehen.

## Siedlungsstruktur

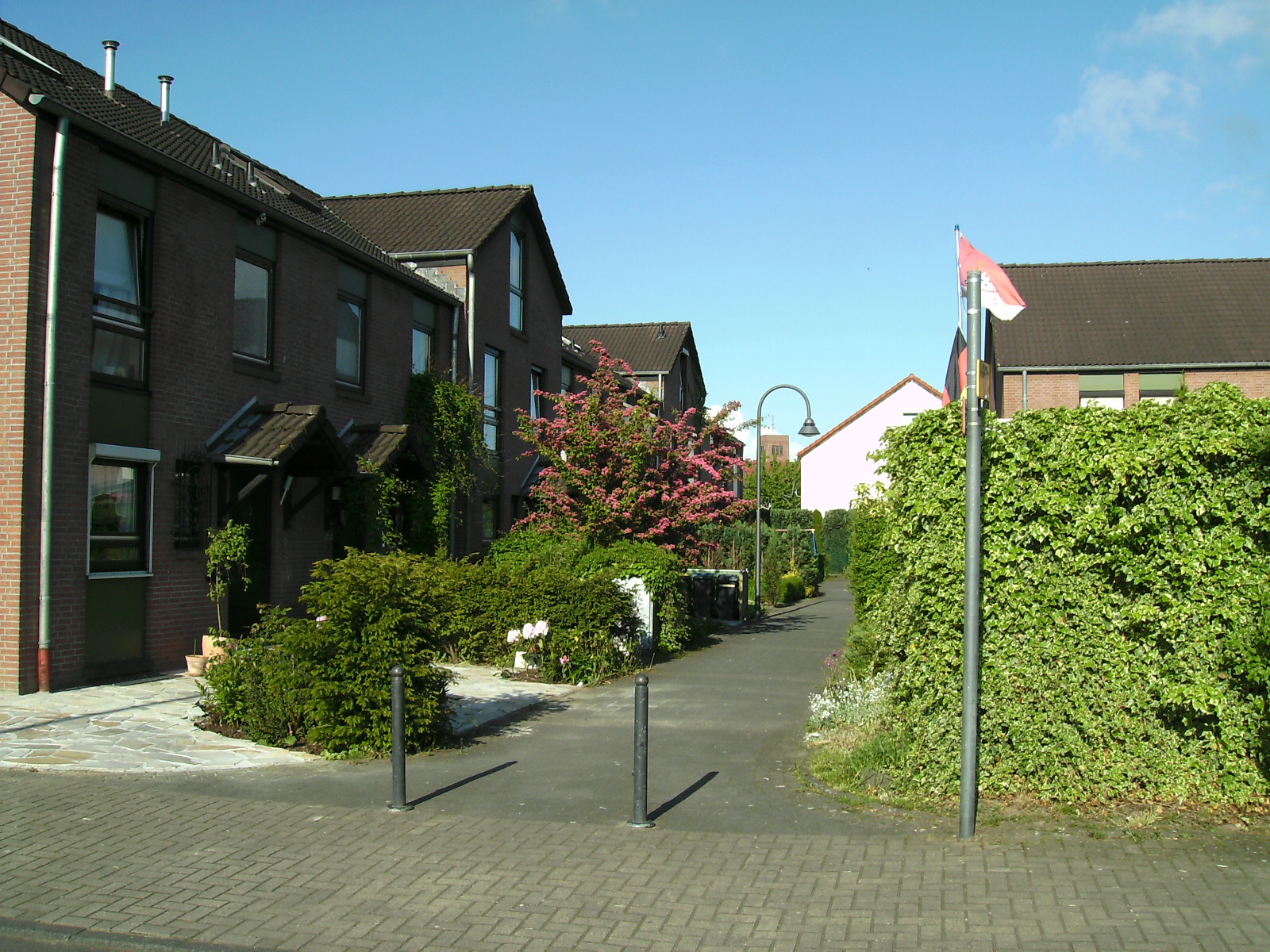
Einfamilienhäuser in Blumenberg

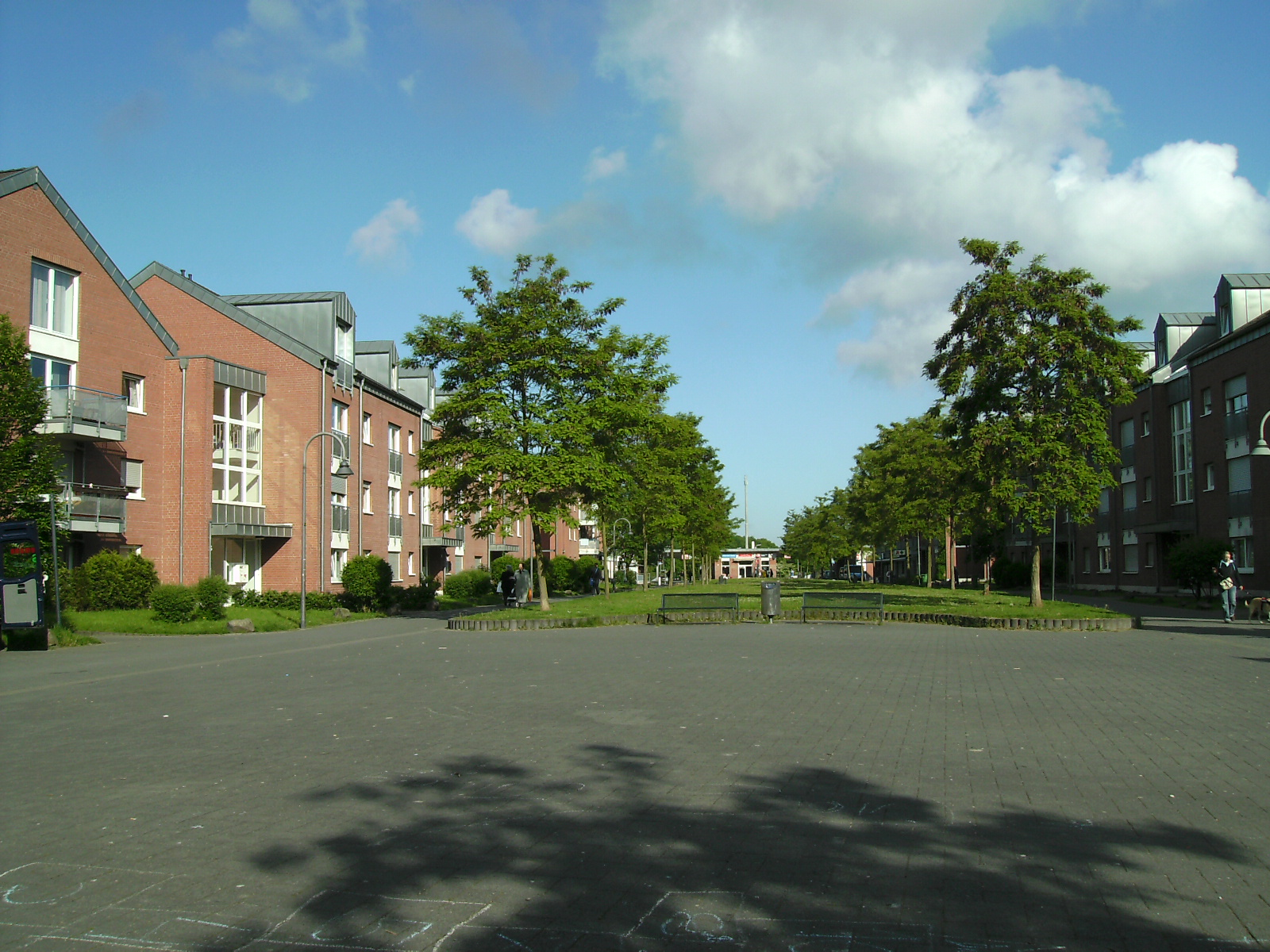
Mehrfamilienhäuser in Blumenberg

Anfangs als Baufläche ausschließlich für Einfamilienhäuser geplant, gibt es in Blumenberg auch mehrere Mehrfamilienhäuser.
Eine Siedlung von 16 Reihenhäusern im Stadtteil bildet eine der ältesten Ökosiedlungen Deutschlands. Hier folgte man sowohl bei der Wasserversorgung bzw. -entsorgung (Brauchwasserkreislauf, Grauwassernutzung, Regenwassernutzung) als auch bei der Bauweise ökologischen Überlegungen.

## Verkehr

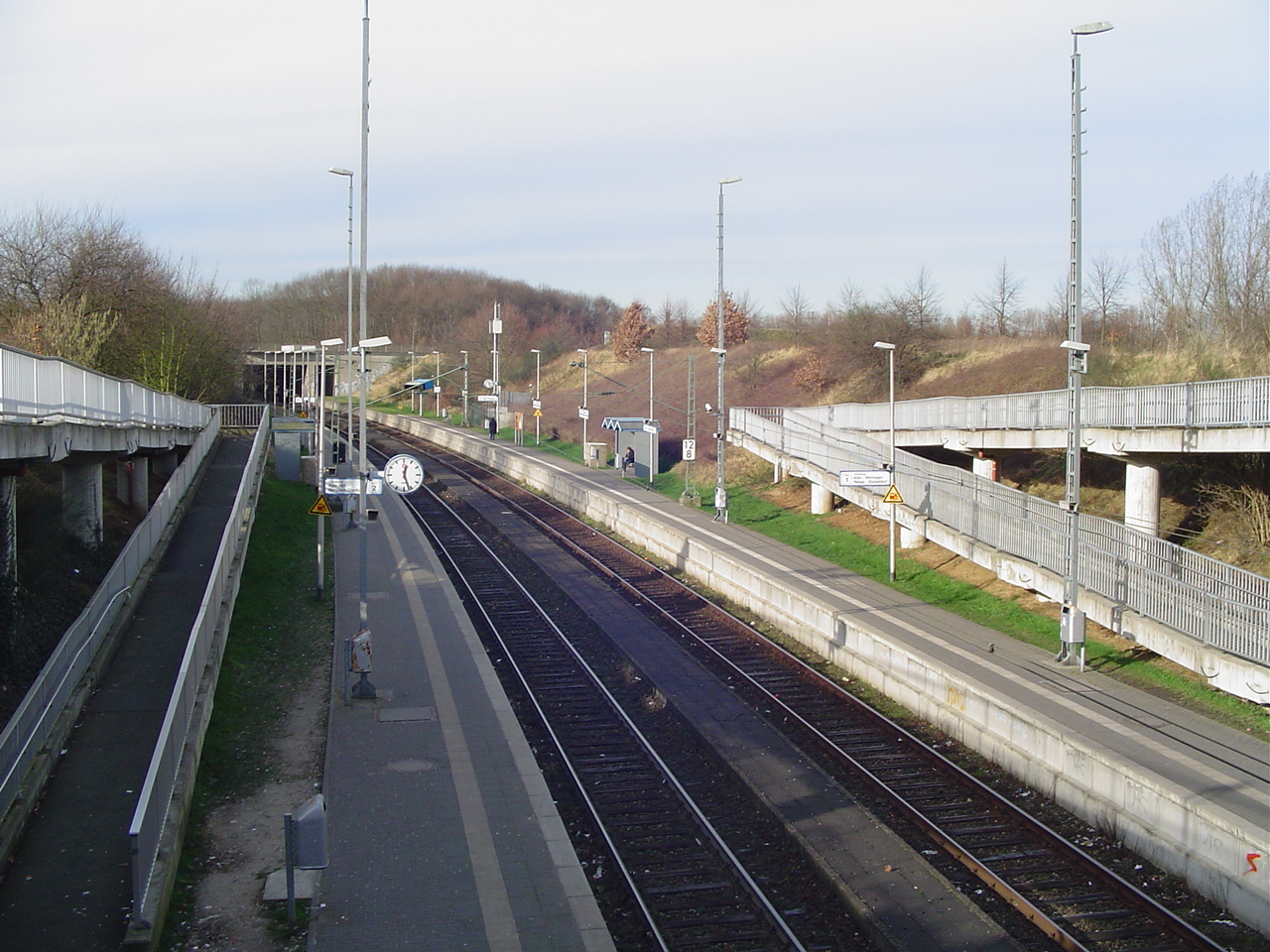
S-Bahn-Station Blumenberg

Blumenberg ist mit einem Haltepunkt der in einem Tunnel verlaufenden S-Bahn-Linie 11 an das Bahnnetz angebunden, so dass der Kölner Hauptbahnhof in rund 20 Minuten erreichbar ist. Zusätzlich verkehrt zu bestimmten Zeiten die S-Bahn-Linie 6.
| Linie | Verlauf / Anmerkungen | Takt                                                            |
| ----- | --- | --------------------------------------------------------------- |
| S 6   | Essen Hbf – Essen Süd – E-Stadtwald – E-Hügel – E-Werden – Kettwig – Kettwig Stausee – Hösel – Ratingen Ost – D-Rath – D-Rath Mitte – D-Derendorf – D-Zoo – D-Wehrhahn – Düsseldorf Hbf – D-Volksgarten – D-Oberbilk – D-Eller Süd – D-Reisholz – D-Benrath – D-Garath – D-Hellerhof – Langenfeld-Berghausen – Langenfeld (Rheinland) – Lev.-Rheindorf – Lev.-Küppersteg – Leverkusen Mitte – Lev.-Chempark – K-Stammheim – K-Mülheim – K-Buchforst – K-Messe/Deutz – Köln Hbf – K-Hansaring – K-Nippes – K-Geldernstr./Parkgürtel – K-Longerich – K-Volkhovener Weg – K-Chorweiler – K-Chorweiler Nord – K-Blumenberg – K-Worringen Stand: Fahrplanwechsel Dezember 2023 | 20 min (wochentags 5–21 Uhr) 30 min (sonn-/feiertags 11–21 Uhr) |
| S 11  | D-Flughafen Terminal – D-Unterrath – D-Derendorf – D-Zoo – D-Wehrhahn – Düsseldorf Hbf – D-Friedrichstadt – D-Bilk – D-Völklinger Straße – D-Hamm – NE Rheinparkcenter – NE Am Kaiser – Neuss Hbf – Neuss Süd – Norf – NE-Allerheiligen – Nievenheim – Dormagen – Dormagen-Chempark – Köln-Worringen – K-Blumenberg – K-Chorweiler Nord – K-Chorweiler – K-Volkhovener Weg – K-Longerich – K-Geldernstraße/Parkgürtel – K-Nippes – K-Hansaring – Köln Hbf – K-Messe/Deutz – K-Buchforst – K-Mülheim – K-Holweide – K-Dellbrück – Duckterath – Bergisch Gladbach Stand: Fahrplanwechsel Dezember 2023                                                                      | 20 min                                                          |

Seit dem 16. Dezember 2013 fährt die Buslinie 120 zwischen Montag und Freitag von den nördlichen Vororten herkommend über den Stadtteil Chorweiler auch Blumenberg an.
Die beiden Ortszufahrten Blumenberg-Süd und Blumenberg-Nord liegen an einer Landstraße. In Richtung Süden geht sie ab Chorweiler in eine Kraftfahrstraße über, die über die Stadtteile Volkhoven/Weiler, Lindweiler und Pesch zum Autobahnkreuz Köln-Nord und in die Kölner Innenstadt führt.
Blumenberg ist seit Oktober 2008 eine vollständige Tempo-30-Zone. Fahrbahnverengungen, Sackgassen und für den Autoverkehr gesperrte Fußwege sind seit Siedlungsbeginn Bestandteile zur Verkehrsberuhigung.

## Kirchengemeinden

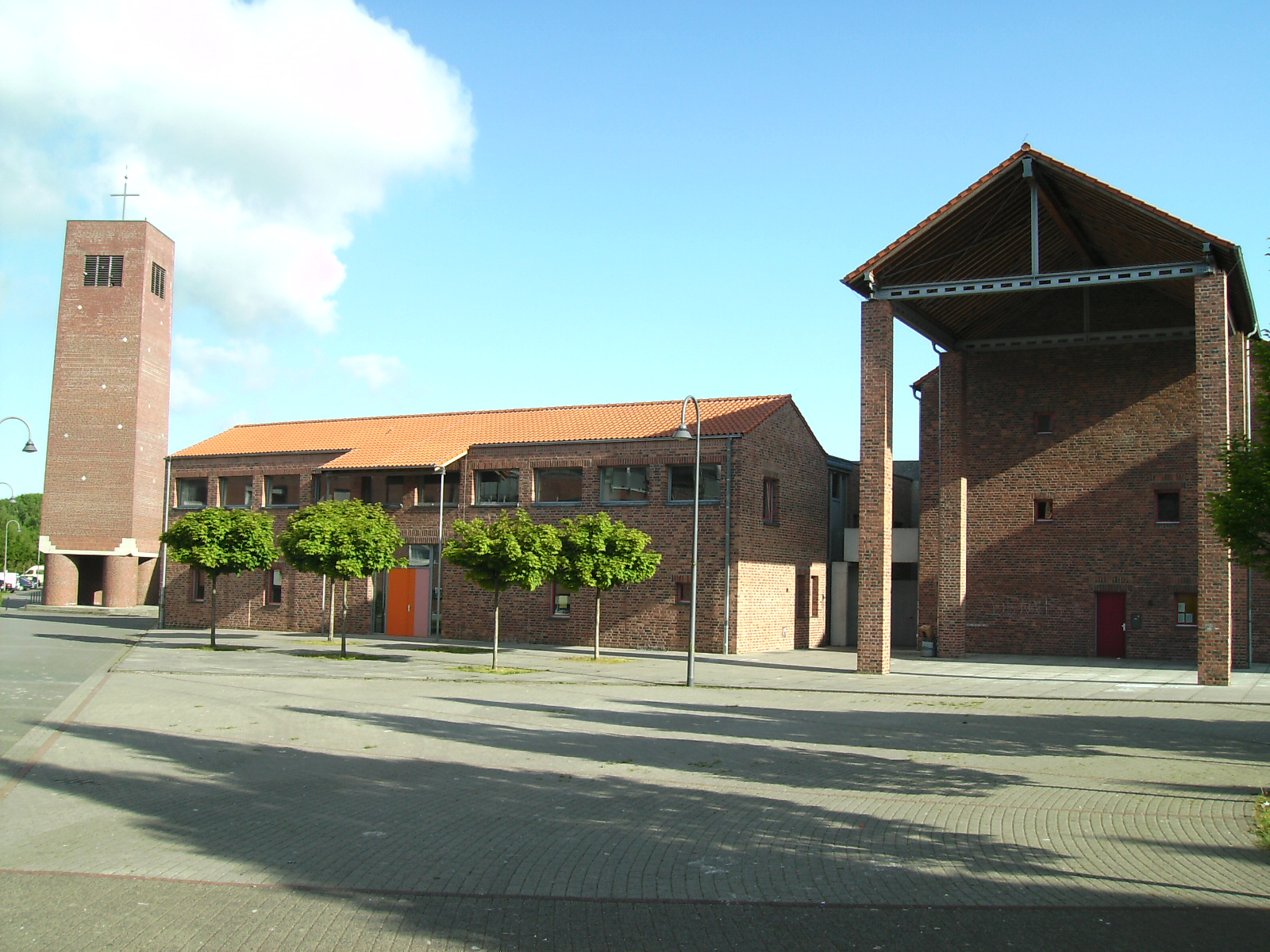
Gemeindezentrum St. Katharina von Siena

Blumenberg ist Teil der Katholischen Kirchengemeinde St. Pankratius Am Worringer Bruch, die 2003 durch den Architekten Nikolaus Bienefeld das neue Kirchengebäude St. Katharina von Siena mit zugehörigem Gemeindezentrum erbauen ließ. Der Komplex beherbergt sowohl Pfarrsaal und Kindergarten als auch Wohnungen und eine Arztpraxis und erhielt 2006 eine Anerkennung im Rahmen des Kölner Architekturpreises. Der Pfadfinderstamm St. Katharina von Siena ist Teil der Gemeinde.
Evangelische Christen in Blumenberg sind durch den Gemeindebezirk Chorweiler innerhalb der Kirchengemeinde Köln Neue Stadt organisiert.

## Bildung, Gesundheit und Freizeit
Neben vier Kindergärten, einer Gemeinschaftsgrundschule und einem Jugendzentrum ergänzen diverse Spielplätze und Sportanlagen das Angebot für Familien mit Kindern. Dazu sind Arztpraxen mehrerer Fachrichtungen, eine Apotheke sowie eine Reihe von Einzelhandels- und Dienstleistungsbetrieben vorhanden. Ein Seniorenzentrum wurde 2008 eröffnet.